# Đội tuyển bóng đá quốc gia Việt Nam năm 1995
Lịch và kết quả thi đấu của đội tuyển bóng đá quốc gia Việt Nam các cấp trong năm 1995.

## Đội tuyển Việt Nam

### SEA Games 1995
| Ngày                                                      | Sân vận động                              | Đối thủ   | Tỷ số | Giải           | Cầu thủ Việt Nam ghi bàn                      | Chi tiết |
| --------------------------------------------------------- | ----------------------------------------- | --------- | ----- | -------------- | --------------------------------------------- | -------- |
| 4 tháng 12                                                | Kỷ niệm lần thứ 700, Chiang Mai, Thái Lan | Malaysia  | 2–0   | SEA Games 1995 | Võ Hoàng Bửu, Huỳnh Quốc Cường                |          |
| 8 tháng 12                                                | Kỷ niệm lần thứ 700, Chiang Mai, Thái Lan | Campuchia | 4–0   | SEA Games 1995 | Trần Minh Chiến, Nguyễn Hồng Sơn              |          |
| 10 tháng 12                                               | Kỷ niệm lần thứ 700, Chiang Mai, Thái Lan | Thái Lan  | 1–3   | SEA Games 1995 | Nguyễn Hữu Đang                               |          |
| 12 tháng 12                                               | Kỷ niệm lần thứ 700, Chiang Mai, Thái Lan | Indonesia | 1–0   | SEA Games 1995 | Nguyễn Hữu Đang                               |          |
| 14 tháng 12                                               | Kỷ niệm lần thứ 700, Chiang Mai, Thái Lan | Myanmar   | 2–1   | SEA Games 1995 | Lê Huỳnh Đức Trần Minh Chiến (bàn thắng vàng) |          |
| 16 tháng 12                                               | Kỷ niệm lần thứ 700, Chiang Mai, Thái Lan | Thái Lan  | 0–4   | SEA Games 1995 |                                               |          |
| Việt Nam dành huy chương bạc môn bóng đá nam SEA Games 18 |                                           |           |       |                |                                               |          |

### Giao hữu
| Ngày      | Sân vận động                 | Đối thủ | Tỷ số | Cầu thủ Việt Nam ghi bàn | Chi tiết     |
| --------- | ---------------------------- | ------- | ----- | ------------------------ | ------------ |
| 4 tháng 1 | Thống Nhất, T.P. Hồ Chí Minh | Estonia | 1–0   | Cúp BĐ TP Hồ Chí Minh    | Lê Huỳnh Đức |